# رنتن مارک آلمان
رنتن مارک آلمان (به انگلیسی: German Rentenmark) (به زبان بومی: Rentenmark) یکای پول رایج در کشور آلمان بود. مسئولیت کنترل این یکای پول برعهدهٔ ریش‌بانک قرار داشت.